# Ламповська
Ламповська (рос. Ламповская) — присілок в Виноградовському районі Архангельської області Російської Федерації.
Населення становить 3 особи. Органом місцевого самоврядування до 2021 року було Заостровське муніципальне утворення.

## Історія
Від 1937 року належить до Архангельської області.
Від 2004 року належить до муніципального утворення Заостровське муніципальне утворення.

## Населення
| 2002 | 2010 | 2012 |
| ---- | ---- | ---- |
| 15   | ↘3   | →3   |